# Malcolm Lowry
Malcolm Lowry (28. srpnja 1909., New Brighton, Engleska - 26. lipnja 1959., Ripe, Engleska), bio je britanski romanopisac, autor romana Pod vulkanom.

## Životopis
Lowry je rođen u New Brightonu u Engleskoj, kao četvrti sin Arthura Lowryja.
Školovao se Leysu i St. Catherinnes collidgeu u Cambridgeu. 1927. je, kao mladić, postao mornar (poput pisaca Eugenea O’Neilla, Hermana Melvillea i Josepha Conrada), čime je udovoljio svojoj želji o putovanju oko svijeta. To se odrazilo u njegovim ranijim djelima (npr. roman Ultramarine).
Ženio se dvaput. Prvi put za Jan Gabrial, glumicu, koju je upoznao dok je u Hollywoodu radio kao scenarist. Njihov se brak raspao za vrijeme njihovog boravka u Cuernavaci u Meksiku. Druga supruga bila mu je Margerie Bonner s kojom se nastanio u straćari u Britanskoj Kolumbiji u Kanadi, gdje se Lowry posvetio zdravom životu i pisanju. Ta straćara je uništena u požaru, zajedno s većinom djela na kojima je Lowry tada radio, osim romana Pod vulkanom, punom autobiografskih elemenata o piščevu životu u Meksiku, posvećenog Margerie.
Nakon toga Lowry se sa suprugom preselio u New York, gdje je bezuspješno tražio izdavača za Pod vulkanom objavljenog tek 1946. u Engleskoj gdje je Lowry ostao živjeti do smrti.
Lowry je bio alkoholičar još od mladosti, a stanje se pogoršavalo s vremenom. Kronični alkoholizam uništio je sav Lowryjev stvaralački talent.
Umro je u Ripeu u noći kad je pokušavao ubiti suprugu, od prekomjerne doze alkohola pomiješane s tabletame za spavanje.